# Olympiakos Syndesmos Filathlōn Peiraiōs 2019-2020 (pallavolo maschile)
Questa voce raccoglie le informazioni riguardanti l'Olympiakos Syndesmos Filathlōn Peiraiōs nella stagione 2019-2020.

## Organigramma societario
Area direttiva
- Presidente: Michalīs Kountourīs

Area organizzativa
- Team manager: Nikos Mantouvalos

Area tecnica
- Primo allenatore: Fernando Muñoz
- Secondo allenatore: Antōnīs Vourderīs
- Allenatore: Kyriakos Moutesidīs
- Scoutman: Giannīs Geōrgiadīs

Area sanitaria
- Preparatore atletico: Giōrgos Tsikourīs
- Fisioterapista: Giōrgos Papageōrgiou, Tzoulia Verta

## Rosa
| N° | Nome                    | Ruolo | Data di nascita  | Nazionalità sportiva |
| -- | ----------------------- | ----- | ---------------- | -------------------- |
| 2  | Giōrgos Papalexiou      | C     | 28 agosto 1999   | Grecia               |
| 5  | Kōnstantinos Stivachtīs | P     | 22 maggio 1980   | Grecia               |
| 6  | Michal Finger           | O     | 2 settembre 1993 | Rep. Ceca            |
| 7  | Giōrgos Petreas         | C     | 19 novembre 1986 | Grecia               |
| 8  | Gazmend Husaj           | S     | 23 dicembre 1987 | Albania              |
| 9  | Menelaos Kokkinakīs     | L     | 21 gennaio 1993  | Grecia               |
| 10 | Andreas Andreadīs       | C     | 14 gennaio 1982  | Grecia               |
| 11 | Anastasios Aspiōtīs     | O     | 19 marzo 1991    | Grecia               |
| 12 | Thodōrīs Voulkidīs      | C     | 30 marzo 1996    | Grecia               |
| 14 | Eemi Tervaportti        | P     | 26 luglio 1989   | Finlandia            |
| 15 | Dīmītrīs Tziavras       | L     | 16 febbraio 1999 | Grecia               |
| 17 | Rafaīl Koumentakīs      | S     | 5 maggio 1993    | Grecia               |
| 18 | Dīmītrīs Rizopoulos     | S     | 26 agosto 1984   | Grecia               |
| 19 | Roland Gergye           | S     | 24 febbraio 1993 | Ungheria             |